# 2001年の交通
2001年の交通（2001ねんのこうつう）は、2001年（平成13年）に起こった交通関係の出来事をまとめたページである。
2000年の交通 - 2001年の交通 - 2002年の交通

## 出来事の一覧

### 3月
- 19日
  - （海運）  国際海事機関「バンカーによる汚染損害についての責任および補償に関する条約」採択[1]

### 4月
- （海運）  国際海事機関第46回海洋環境保護委員会開催（5,000DWT以上のシングルハルタンカーの最終使用期限を2015年に決定）[2]

### 9月
- （海運） 国際港湾協会のIAPH港湾計画マニュアル（IAPH Guideline's for Port Planning and Design）改訂[3]